# Siccar Point
Siccar Point is een rotsachtig schiereiland aan de oostkust van Schotland, in het county Berwickshire (raadsgebied Scottish Borders). Het schiereiland is bekend omdat in de gesteentelagen hier een hoekdiscordantie te zien is die een belangrijke rol heeft gespeeld in de geschiedenis van de geologie.
In 1788 ontdekten de Schotse geleerden James Hutton, James Hall en John Playfair de hoekdiscordantie tijdens een boottocht. Hutton zag de structuur als bewijs voor zijn theorie van uniformitarianisme, die inhield dat de Aarde zeer oud moest zijn en natuurlijke processen al die tijd met dezelfde snelheid en op dezelfde wijze plaatsvonden als tegenwoordig.
Op Siccar Point bevond zich een oud Keltisch fort, dat echter afgebroken is in de 20e eeuw vanwege de winning van grauwacke, een materiaal dat gebruikt wordt in wegdek. Ook bevindt zich de ruïne van een kerkje op het schiereiland, dat tot de parochie van Old Cambus behoorde. Het kerkje is in Romaanse stijl gebouwd van blokken Old Red Sandstone uit de vlakbijgelegen Greenheugh Bay.